# Sampo Lappelill
Sampo Lappelill är en svensk film från 1949 i regi av Rolf Husberg och Stig Wesslén. Filmen bygger inte på berättelsen med samma namn av Zacharias Topelius.

## Handling
Sampo Lappelill bor långt uppe i Lapplands fjällvidd, där det inte finns några bofasta människor. Tillsammans med sin pappa, mamma, morfar, lillebror och hans bästa vän och lekkamrat hundvalpen Joffe följer han den stora renhjorden från betesplats till betesplats.
Vid elden på kvällarna berättar morfar om hur det var förr. Hungriga vargar strök runt renhjorden, att freda hjorden innebar ibland livsfara. Sampo ryser av spänning, och på natten drömmer han om hur glupska vargar jagar hundratals renar utför fjällbranterna.
En sommardag strövar Sampo och Joffe lite längre bort från lägret än vanligt. Inne i skogen möter de en ensam björnunge, och Joffe springer för att leka med den. Sampo, som först är reserverad, vill efter en stund också vara med och bestämmer att björnungen ska heta Jovva. Hela dagen har de roligt tillsammans, och på kvällen följer Jovva med hem till tältet.
Sampos mamma gillar inte hans nya lekkamrat, och när björnungen ertappas inne i tältet med att sätta i sig familjens kvällsmat, jagar hon i väg den. Nästa dag drar familjen vidare med hjorden.

## Rollista
- Leif Bexelius – Sampo Lappelill
- Lars-Åke Bexelius – Anu, hans bror
- Sara Bexelius – deras mor
- Torkel Larsson – deras morfar

## Om filmen
Sampo Lappelill har visats i SVT, bland annat 1983, 1989, 2003, 2011 och i februari 2020.